# Марктштефт
Марктштефт (нем. Marktsteft) — город и городская община в Германии, в земле Бавария. 
Подчинён административному округу Нижняя Франкония. Входит в состав района Китцинген.  Население составляет 1787 человек (на 31 декабря 2010 года). Занимает площадь 10,51 км². Региональный шифр  —  09 675 149.

## Население
По оценке на 31 декабря 2015 года население общины Марктштефт составляет 1939 чел. 

| Дата      | 1840 | 1871 | 1900 | 1925 | 1939 | 1950 | 1961 | 1970 | 1987 | 2011 |
| --------- | ---- | ---- | ---- | ---- | ---- | ---- | ---- | ---- | ---- | ---- |
| Население | 1557 | 1501 | 1309 | 1243 | 1171 | 1805 | 1561 | 1597 | 1623 | 1817 |

| Год       | 1960 | 1970 | 1980 | 1990 | 2000 | 2009 | 2010 | 2011 | 2012 | 2013 | 2014 | 2015 |
| --------- | ---- | ---- | ---- | ---- | ---- | ---- | ---- | ---- | ---- | ---- | ---- | ---- |
| Население | 1579 | 1614 | 1583 | 1621 | 1660 | 1782 | 1787 | 1838 | 1849 | 1871 | 1924 | 1939 |

## Внешние ссылки
- Официальная страница (нем.)